# Marielle Jaffe
Marielle Jaclyn Jaffe (Santa Clarita, 23 giugno 1989) è un'attrice statunitense.

## Filmografia

### Cinema
- Locked Away, regia di Doug Campbell (2010)
- Percy Jackson e gli dei dell'Olimpo - Il ladro di fulmini, regia di Chris Columbus (2010)
- Scream 4, regia di Wes Craven (2011)

### Televisione
- Scrubs - Medici ai primi ferri – serie TV, episodio 8x17 (2009)
- 10 cose che odio di te – serie TV, episodio 1x19 (2010)
- Ossessione pericolosa (Locked Away), regia di Doug Campbell – film TV (2010)
- La vita segreta di una teenager americana – serie TV, 11 episodi (2012-2013)

### Cortometraggi
- Field of Dreams 2: Lockout (2010)

## Doppiatrici italiane
- Veronica Puccio in Scream 4